# Wolf Weihe
Wolfgang Herbert Weihe (* 1. September 1923 in Herford; † 4. Januar 2016 in Brannenburg) war ein deutscher Biometeorologe.

## Leben
Weihe promovierte 1948 an der Medizinischen Fakultät der Universität München mit einer Arbeit über die Cadmiumsulfatreaktion. Er arbeitete am Biologischen Zentrallabor der Universität Zürich und veröffentlichte zahlreiche wissenschaftliche Schriften, u. a. zu Reinraumtechnik.
Im Jahr 1975 erhielt er den William F. Petersen Foundation Award für Humane Biometeorologie.

## Schriften (Auswahl)
- Herausgeberschaft zusammen mit Hans-Urs Wanner: Reinraumtechnik 1: Bericht des Internationalen Symposiums für Reinraumtechnik gehalten in Zürich, Schweiz 18. bis 20. Oktober 1972 / Vorbereitet von der Schweizerischen Gesellschaft für Reinraumtechnik (SRRT). Zürich/Baden: Schweizerische Gesellschaft für Reinraumtechnik, 1973. 175 Seiten.
- Problemstellungen in Spitälern und Untersuchungslaboratorien. Baden: SRRT, 1974.
- Das Tier im Experiment. Bern/Stuttgart/Wien: Huber, 1978.
- Berichte des Internationalen Symposiums für Reinraumtechnik. International Symposium on Contamination Control, Zürich 1972; und: Küsnacht ZH: SRRT, 1987.